# Козирєва Римма Василівна
Римма Василівна Козирєва (до 1961 — Чубарова; 28 липня 1928, Бікін, Хабаровський край, РРФСР — 23 липня 1983, Ленінград, РРФСР) — радянська вчена, історик, археолог і фахівець з неоліту Сахаліну. Кандидат історичних наук.

## Життєпис
Народилася в СРСР, у місті Бікін. Закінчила історичний факультет Молотовського державного університету 1951 року. Під керівництвом наукового керівника в МолДУ О. М. Бадера брала участь у розкопках і розвідках у Пермському Прикам'ї. Відразу після закінчення університету в червні 1951 року за особистим запрошенням директора Марійського НДІ мови, літератури та історії М. Т. Калашникова стає співробітником МарНДІ. Як перший професійний археолог у Марійської АРСР своїми дослідженнями та публікаціями їх результатів, за визначенням В. В. Нікітіна, наочно показала високу перспективність пошуків пам'яток археології в краї та окреслила першочергові завдання з вивчення давньої історії краю. Вперше досліджено низку ключових для археології Марійско-Чуваського Надоволжя пам'яток — Юринська стоянка, Акозинські могильник і стоянки, Юльяльське, Сиухінські городища.
1953 року Чубарова на запрошення О. П. Окладникова вступає навчатися до аспірантури при Ленінградському відділенні Інституту історії матеріальної культури. Її спеціалізацією стають стародавні культури Далекого Сходу і Півночі європейської частини Росії.
1954 року за завданням керівника Далекосхідної експедиції ЛВІА АН СРСР О. П. Окладникова її відрядили на Сахалін. Протягом 1955-1957 років Римма Василівна працювала спочатку лаборанткою, а потім начальницею Сахалінського загону Далекосхідної археологічної експедиції і була першим археологом — професіоналом на Далекому Сході, здійснила широкомасштабні археологічні розвідки і розкопки на островах.
За результатами досліджень написала кандидатську дисертацію на тему «Стародавня історія Сахаліну (за археологічними даними)». Вона стала першою вітчизняною узагальнювальною роботою з археології Сахаліну, заснованою на матеріалах власних археологічних досліджень. 1978 року Римма Василівна знову приїхала на острів і брала участь у польових роботах археологічного загону обласного краєзнавчого музею в Ноглікському і Корсаковському районах. Високу оцінку діяльності Козирєвої на Сахаліні дали сахалінські археологи пізнішого періоду В. А. Голубєв, О. А. Шубіна, А. А. Василевський.
В пам'ять про Р. В. Козирєву від 1988 року археологи обласного краєзнавчого музею та археологічної лабораторії Сахалінського державного університету проводять Козирєвські читання — своєрідний форум сахалінських археологів.
Чоловік — М. О. Козирєв (від 1957 року), відомий радянський астрофізик, автор маргінальної теорії «Причинна механіка». У подружжя народилося двоє синів: Дмитро (1958) і Федір (1961).

## Наукові праці

### Монографії
- Козырева Р. В. Древнейшее прошлое Сахалина. — Южно-Сахалинск : Сахалинское книжное издательство, 1960. — 96 с.
- Козырева Р. В. Древний Сахалин. — Л. : Наука, 1967. — 120 с.

### Статті
- Чубарова Р. В. Археологические памятники на территории Горномарийского района Марийской АССР // Ученые записки МарНИИ. — Йошкар-Ола, 1953. — Вип. V. — С. 177—196.
- Чубарова Р. В. Археологическая экспедиция МарНИИ 1953 года // Ученые записки МарНИИ. — Йошкар-Ола, 1953. — Вип. V. — С. 285—291.
- Чубарова Р. В. Работы Сахалинского отряда Дальневосточной экспедиции в 1955 г. // Краткие сообщения Института истории материальной культуры. — М. : Изд-во АН СССР, 1958. — Вип. 71. — С. 119—128.
- Чубарова Р. В. Археологические исследования в 1956 году на острове Сахалине. // Краткие сообщения Института истории материальной культуры. — М. : Изд-во АН СССР, 1959. — Вип. 73. — С. 115—121.
- Чубарова Р. В. Неолитические стоянки на острове Итуруп // Советская археология. — М., 1960. — № 2. — С. 128—138.
- Чубарова Р. В. Неолитическое поселение Ноглики I (Дальний Восток) // Краткие сообщения Института археологии. — М. : Изд-во АН СССР, 1961. — Вип. 85. — С. 48—54.
- Козырева Р. В. К истории культуры раковинных куч на о. Сахалине // Материалы и исследования по археологии СССР: Палеолит и неолит СССР. — М.-Л., 1965. — Т. 5, № 131. — С. 281—296.